# افرای جعبه‌ای
افرای جعبه‌ای (نام علمی: Acer negundo) نام یک گونه از سردهٔ افرا است. این گیاه درختی خزان کننده و با رشد سریع، بومی آمریکای شمالی می‌باشد. برگ‌های این گیاه به صورت مرکب و دارای ۳ تا ۷ برگچه می‌باشد که غالباً به صورت ۳ برگچه ای دیده می‌شود. میوه‌های دی سامار آن با زاویه کم‌تر از ۹۰ درجه بین میوه‌ها، از نکات کلیدی برای شناسایی این گیاه نسبت به سایر انواع افرا می‌باشد.